# Dendropaemon similis
Dendropaemon similis là một loài bọ cánh cứng trong họ Bọ hung (Scarabaeidae).